# Wexford Youths Football Club
Il Wexford Youths Football Club è una società calcistica irlandese con sede nella città di Wexford. Disputa la League of Ireland Premier Division.

## Storia
Ha ottenuto una licenza per la League of Ireland nella stagione 2007 cogliendo l'opportunità data dal fallimento del Dublin City.
Il 25 settembre 2015 alla penultima giornata della First Division, grazie alla vittoria per 3-0 sull'Athlone Town, si è assicurato il primo posto in classifica e la prima storica promozione in League of Ireland Premier Division, la massima serie del campionato irlandese di calcio.

## Organico

### Rosa 2016
| N. |                    | Ruolo | Calciatore      |
| -- | ------------------ | ----- | --------------- |
| 20 | Irlanda (bandiera) | P     | Pa Doyle        |
| 1  | Irlanda (bandiera) | P     | Jason Russell   |
| 30 | Irlanda (bandiera) | P     | William Doyle   |
| 16 | Irlanda (bandiera) | D     | Anthony Russell |
| 7  | Irlanda (bandiera) | D     | Joey Wadding    |
| 3  | Irlanda (bandiera) | D     | Gareth McCurtin |
| 29 | Irlanda (bandiera) | D     | Ricky Fox       |
| 26 | Irlanda (bandiera) | D     | Stuart Lawlor   |
| 28 | Irlanda (bandiera) | D     | Gareth Larkin   |
| 33 | Irlanda (bandiera) | D     | Shaun Murphy    |
| 36 | Irlanda (bandiera) | D     | Paul Dempsey    |
| 36 | Irlanda (bandiera) | D     | Eoin O'Shea     |
| 6  | Irlanda (bandiera) | C     | Chris Kenny     |
| 27 | Irlanda (bandiera) | C     | Martin Kelly    |
| 18 | Irlanda (bandiera) | C     | Conor Sinnott   |
| 5  | Irlanda (bandiera) | C     | Thomas Hawkins  |
| 2  | Irlanda (bandiera) | C     | Paul Rossiter   |
| 22 | Irlanda (bandiera) | C     | Gavin Doyle     |
| 24 | Irlanda (bandiera) | C     | Craig McGuire   |
| 25 | Irlanda (bandiera) | C     | Warren Broaders |

| N. |                    | Ruolo | Calciatore            |
| -- | ------------------ | ----- | --------------------- |
| 14 | Irlanda (bandiera) | C     | Richard Fitzgerald    |
| 21 | Irlanda (bandiera) | C     | Conor Wallace         |
| 23 | Irlanda (bandiera) | C     | Paul Malone           |
| 13 | Irlanda (bandiera) | C     | Shane Dempsey         |
| 15 | Irlanda (bandiera) | C     | Keith Kearney         |
| 30 | Irlanda (bandiera) | C     | Ricky Fox             |
| 34 | Irlanda (bandiera) | C     | Ricky Dwyer           |
| 4  | Irlanda (bandiera) | C     | Liam O'Loughlin       |
| 10 | Irlanda (bandiera) | C     | Gareth Wallace        |
| 32 | Irlanda (bandiera) | C     | Shane Bradley         |
| 35 | Irlanda (bandiera) | C     | Darren Sinnott        |
| 38 | Irlanda (bandiera) | C     | David Kennedy         |
| 19 | Irlanda (bandiera) | A     | Kyle Dempsey          |
| 8  | Irlanda (bandiera) | A     | Johnny Flynn O'Connor |
| 17 | Irlanda (bandiera) | A     | Darren Browne         |
| 11 | Irlanda (bandiera) | A     | Danny Furlong         |
| 32 | Irlanda (bandiera) | A     | Dwayne Somers         |
| 9  | Irlanda (bandiera) | A     | Kevin Rowe            |
| 31 | Irlanda (bandiera) | A     | Dwayne Somers         |
| 12 | Irlanda (bandiera) | A     | Paul Murphy           |

## Palmarès

### Competizioni nazionali
- First Division: 1

2015

### Altri piazzamenti
- Coppa d'Irlanda:

Semifinalista: 2024
- League of Ireland Cup:

Finalista: 2008
Semifinalista: 2014
- First Division:

Terzo posto: 2024